# Jacob Clear
Jacob Clear (Sydney, 18 januari 1985) is een Australisch kanovaarder. Hij nam tweemaal deel aan de Olympische Spelen en won hierbij één gouden medaille.

## Biografie
Jacob Clear begon met kanovaren in 2006. Reeds in 2007 werd Clear nationaal kampioen bij de -23-jarigen op de K1 1000 en 1500 m. In datzelfde jaar debuteerde hij ook in het Australische nationale team.
In 2008 kwalificeerde Clear zich voor de Olympische Spelen. Samen met Clint Robinson werd hij op de K2 500m in de halve finale uitgeschakeld. Het Australische duo eindigde op een 13e plaats.
In 2011 nam hij deel aan het WK. Het Australische viertal werd voorts gevormd door Murray Stewart, Dave Smith en Tate Smith. In de finale van dit WK behaalde het Australische viertal de zilveren medaille, achter het Duitse viertal.
Ook in 2012 nam Clear deel aan de Olympische Spelen. Murray Stewart, David Smith, Tate Smith en Jacob Clear behaalden olympisch goud op de K4 1000 m. In de finale hielden ze net het Hongaarse en Tsjechische viertal achter zich.

## Titels
- Olympisch kampioen K4 1000 m - 2012
- Australisch kampioen K4 500 m – 2009
- Australisch kampioen K2 500 m – 2009, 2010
- Australisch kampioen K2 1000 m – 2010
- Australisch kampioen K2 200 m – 2010
- Australisch kampioen K4 1000 m – 2011, 2012

## Palmares

### K4 1000 m
- 2010: 5e WK
- 2011:  WK
- 2012:  Oceanische kampioenschappen
- 2012:  OS Londen

### K2 500 m
- 2008: 13e OS Peking
- 2009: 8e WK
- 2010: 5e WK

### K2 1000 m
- 2009: 4e WK
- 2012: 5e Oceanische kampioenschappen

### K1 1000 m
- 2012:  Oceanische kampioenschappen

1964: Anatoli Grisjin & Vjatsjeslav Ionov & Vladimir Morozov & Nikolai Tsjoezjikov ·
1968: Steinar Amundsen & Tore Berger & Jan Johansen & Egil Søby ·
1972: Valeri Didenko & Joeri Filatov & Vladimir Morozov & Joeri Stetsenko ·
1976: Aleksandr Degtjarev & Joeri Filatov & Vladimir Morozov & Sergej Tsjoechrai ·
1980: Bernd Duvigneau & Rüdiger Helm & Harald Marg & Bernd Olbricht ·
1984: Grant Bramwell & Ian Ferguson & Paul MacDonald & Alan Thompson ·
1988: Attila Ábrahám & Ferenc Csipes & Zsolt Gyulay & Sándor Hódosi ·
1992: Mario von Appen & Oliver Kegel & Thomas Reineck & André Wohllebe ·
1996: Detlef Hofmann & Thomas Reineck & Olaf Winter & Mark Zabel ·
2000: Gábor Horváth & Zoltán Kammerer & Botond Storcz & Ákos Vereckei ·
2004: Gábor Horváth & Zoltán Kammerer & Botond Storcz & Ákos Vereckei ·
2008: Abalmasaw & Litvintsjoek & Machnew & Pjatroesjenka ·
2012: Jacob Clear & Dave Smith & Tate Smith & Murray Stewart ·
2016: Marcus Groß & Max Hoff & Tom Liebscher & Max Rendschmidt